# Andri Kulyk (ciclista)
Andrij Kulyk (ucr: Андрій Кулик; Sumy, 30 de agosto de 1989) es un ciclista ucraniano. Es hijo de Alexander Kulyk, exentrenador de la selección de Ucrania, quien fue asesinado el 3 de marzo de 2022 durante la invasión rusa de Ucrania.

## Palmarés
2010
- 1 etapa del Bałtyk-Karkonosze Tour

2012
- 3 etapas del Tour de Rumanía

2014
- 1 etapa de la Vuelta a Eslovaquia

2015
- 1 etapa del Szlakiem Grodów Piastowskich
- Baltic Chain Tour, más 1 etapa

2016
- Visegrad 4 Bicycle Race-GP Slovakia

2017
- 1 etapa del Bałtyk-Karkonosze Tour[3]

2019
- Campeonato de Ucrania en Ruta

2021
- 3.º en el Campeonato de Ucrania en Ruta